# فرانسيسكو أنتيكويرا
فرانسيسكو أنتيكويرا (بالإسبانية: Francisco Antequera)‏ ولد بتاريخ 9 مارس 1964 في بلنسية، إسبانيا، هو دراج إسباني سابق. سبق أن شارك في دورة الألعاب الأولمبية الصيفية.

## روابط خارجية
- فرانسيسكو أنتيكويرا على موقع أرشيف الدراجات (الإنجليزية)
- فرانسيسكو أنتيكويرا على موقع CycleBase (الإنجليزية)
- فرانسيسكو أنتيكويرا على موقع أوليمبيديا (الإنجليزية)